# Селвін Рааб
Селвін Рааб (англ. Selwyn Raab; 26 червня 1934, Нью-Йорк, Нью-Йорк, США — 4 березня 2025, там же) — американський журналіст, автор і репортер-розслідувач з «Нью-Йорк таймс». Багато писав про американську мафію та проблеми кримінального правосуддя.

## Ранні роки
Народився в Нью-Йорку 26 червня 1934 року, виріс у Нижньому Іст-Сайді на Мангеттені. Батько був водієм автобуса з Австрії, а мати була домогосподаркою з Польщі. Навчався у середній школі Сьюард-Парк, а 1956 року закінчив Міський коледж Нью-Йорка зі ступенем бакалавра з англійської літератури. У студентські роки був кореспондентом у «The Times» і редактором студентської газети «Observation Post».

## Кар'єра
Отримав першу роботу репортером у газетах «Bridgeport Sunday Herald» у Бриджпорті, штат Коннектикут, і «The Star-Ledger» у Ньюарку, штат Нью-Джерсі.

### «New York World-Telegram and Sun» (1960—1966)
У 1960—1966 роках працював у «New York World-Telegram і Sun». Спочатку висвітлював теми пов'язані з освітою, зокрема писав про погіршення результатів іспитів з читання та математики, спроби об'єднати вчителів у профспілки та суперечки про расову інтеграцію. Працюючи над цим темами виявив, що пов'язані з мафією підрядники стоять за великим скандалом щодо неналежного будівництва та ремонту, які поставили під загрозу безпеку тисяч учнів. 1964 року виявив, що лікар Честер М. Саутам з Єврейської лікарні хронічних захворювань у Брукліні вводив хворим пацієнтам ракові клітини, водночас кажучи їм, що це нормальні клітини людини. Зрештою Саутема визнали винним у шахрайстві, обмані та непрофесійній поведінці.
Пізніше, як репортер-розслідувач, відіграв важливу роль у пошуку доказів, які звільнили Джорджа Вітмора-молодшого від неправдивих звинувачень у вбивстві Дженіс Вайлі й Емілі Гофферт 1963 року. Виявив докази, які допомогли зняти з Вітмора третє звинувачення у вбивстві.

### NBC News (1966—1971)
Працював продюсером і редактором новин WNBC (1966—1971). Написав книгу про справу Вітмора «Justice in the Back Room», опубліковану 1967 року. 1968 року книга номінувалась на премію Едгара По Товариства письменників детективного жанру як найкраща кримінальна книга. Universal Studios придбала телевізійні права, перетворивши Рааба на вигаданого детектива Тео Коджака, якого зіграв Теллі Савалас у серіалі «Коджак». Серіал демонструвався протягом п'яти років. Пілотний спін-оф телевізійний фільм CBS «Вбивства Маркуса-Нельсона» 1973 року отримав дві премії «Еммі».

### WNET-13 (1971—1974)
1971 року влаштувався репортером-продюсером на громадській телевізійній станції WNET-13 у програму новин «The 51st State», де продовжив роботу над справою Вітмора. Він довів, що Вітмор не був на місці злочину у день вбивства і допоміг його звільнити. Знадобилося ще сім років, щоб знайти свідка, чиї свідчення 1973 року виправдали Вітмора від засудження за спробу зґвалтування. Вітмора звільнили з в'язниці після дев'яти років позбавлення волі за спробу зґвалтування. Рааб отримав нагороду Нью-Йоркського пресклубу за видатну телевізійну журналістику за роботу над цією справою. Його робота також була номінована на премію «Еммі» за видатні досягнення в новинних репортажах. Згодом став виконавчим продюсером «The 51st State».

### «Нью-Йорк таймс» (1974—2000)
1974 року став штатним репортером «Нью-Йорк таймс», де висвітлював кримінальне правосуддя та історії про корупцію в уряді, особливо ті, що стосувалися американської мафії. Протягом цього періоду викрив неправдиві свідчення та неправомірну поведінку поліції та прокуратури навколо засудження боксера Рубіна «Урагану» Картера та його співобвинуваченого Джона Артіса у потрійному вбивстві, що призвело до остаточного зняття всіх звинувачень проти них. Обох чоловіків звільнили після тривалого ув'язнення.

### «П'ять сімей» (2000—2025)
2000 року залишив «Нью-Йорк таймс». 2005 року вийшла друком його книга «П'ять сімей: розквіт, занепад і відродження найпотужніших мафіозних імперій Америки», яка стала бестселером «Нью-Йорк таймс». Консультував з питань організованої злочинності для телевізійних документальних фільмів, насамперед на каналах History та Biography. Брав участь як консультант у шестисерійному серіалі «Всередині американської мафії»: брав інтерв'ю у видатних членів Коза Ностри, а також у нинішніх і колишніх агентів ФБР, прокурорів США та детективів, залучених до переслідування мафії, і розповідав від першої особи про основні події, пов'язані з мафією. Був консультантом зі сценаріїв для 10-серійного телевізійного серіалу «The Making of the Mob: New York», частково основаного на «П'яти сім'ях», прем'єра якого відбулася 15 червня 2015 року на AMC. У серпні 2024 року з'явився в обмеженому серіалі History Channel «Американський хрещений батько: П'ять сімей».

## Смерть
Помер від кишкових ускладнень на Манхеттені, штат Нью-Йорк, 4 березня 2025 року у 90 років.

## Нагороди та відзнаки
- Нагорода Sigma Delta Chi Award за видатні досягнення в галузі телемовної журналістики від Товариства професійних журналістів (1971, 1972)[29]
- Премія Нью-Йоркського пресклубу за видатну телевізійну журналістику (1973)[7]
- Премія Асоціації мовників штату Нью-Йорк (1973)[30]
- Премія Нью-Йоркського пресклубу за найкращу повнометражну історію (1984)[7]
- Меморіальна премія Гейвуда Брауна від Американської газетної гільдії (1974)[31]
- Нагорода Page One від газетної гільдії Нью-Йорка (1975)[7]
- Нагорода Асоціації благодійних патрульних Нью-Йорка (1985)[7]
- Медаль Таунсенда Гарріса за «Видатні досягнення» від Міського коледжу Нью-Йорка (2009)[32]